# Ивакуни (княжество)
Княжество Ивакуни (яп. 岩国藩 Ивакуни-хан) — феодальное княжество (хан) в Японии периода Эдо (1600—1871). Ивакуни-хан располагался в провинции Суо (современная префектура Ямагути) на острове Хонсю.

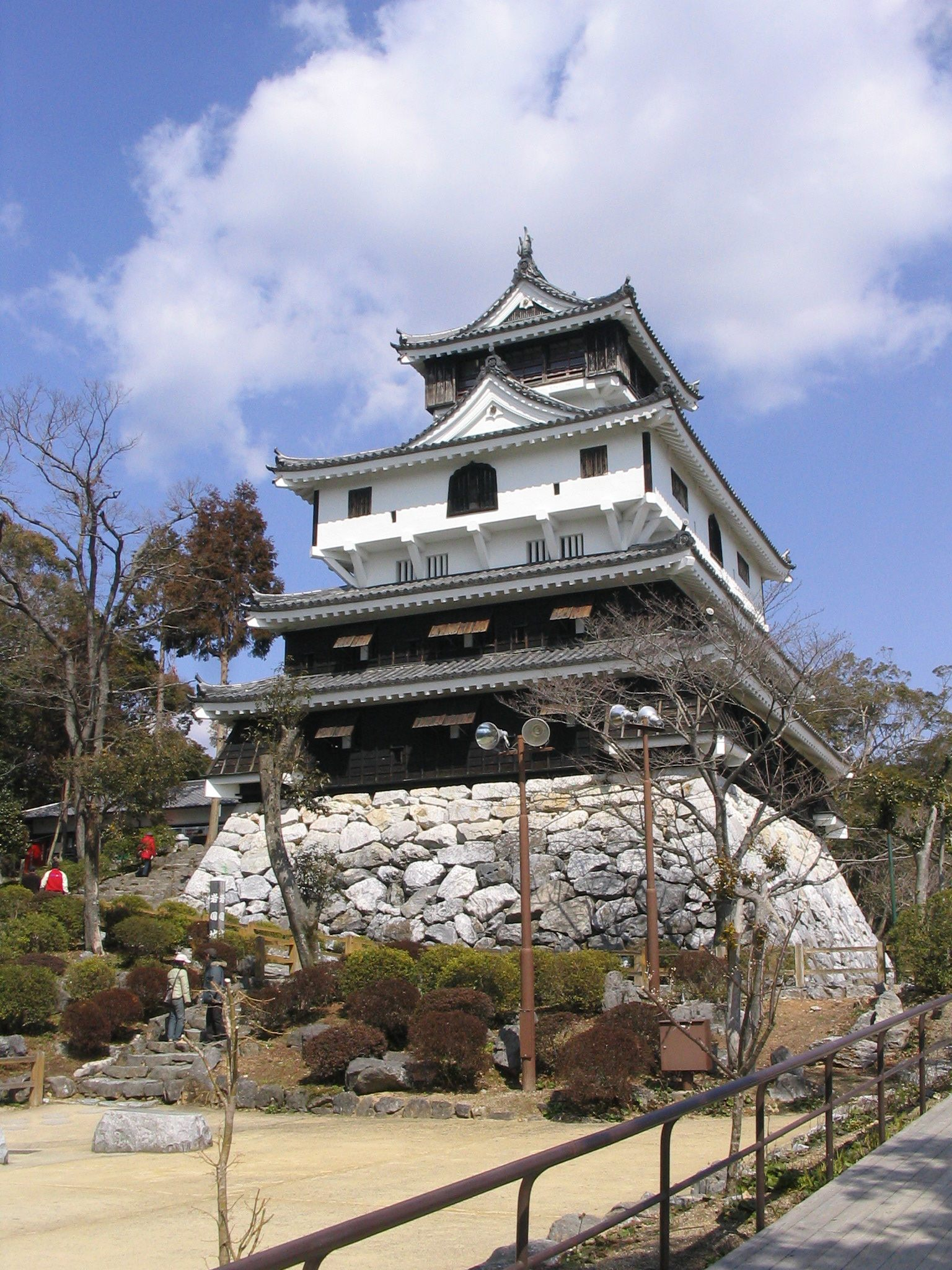
Замок Ивакуни, столица одноимённого княжества

Административный центр хана: Замок Ивакуни в провинции Суо (современный город Ивакуни, префектура Ямагути).
Дочернее княжество Тёсю-хана.

## Список даймё

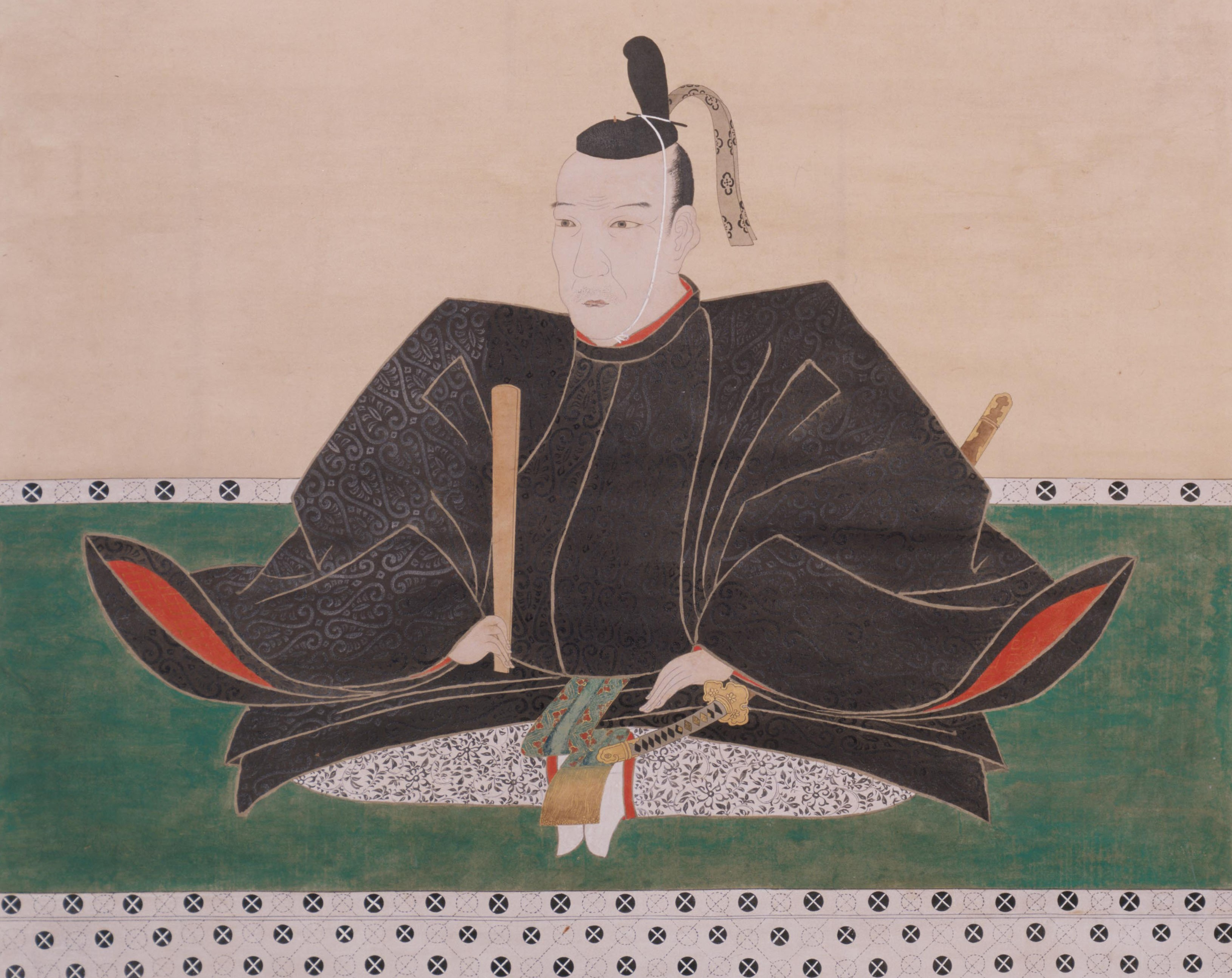
Киккава Хироиэ (1561—1625), 1-й даймё Ивакуни-хана (1600—1614)

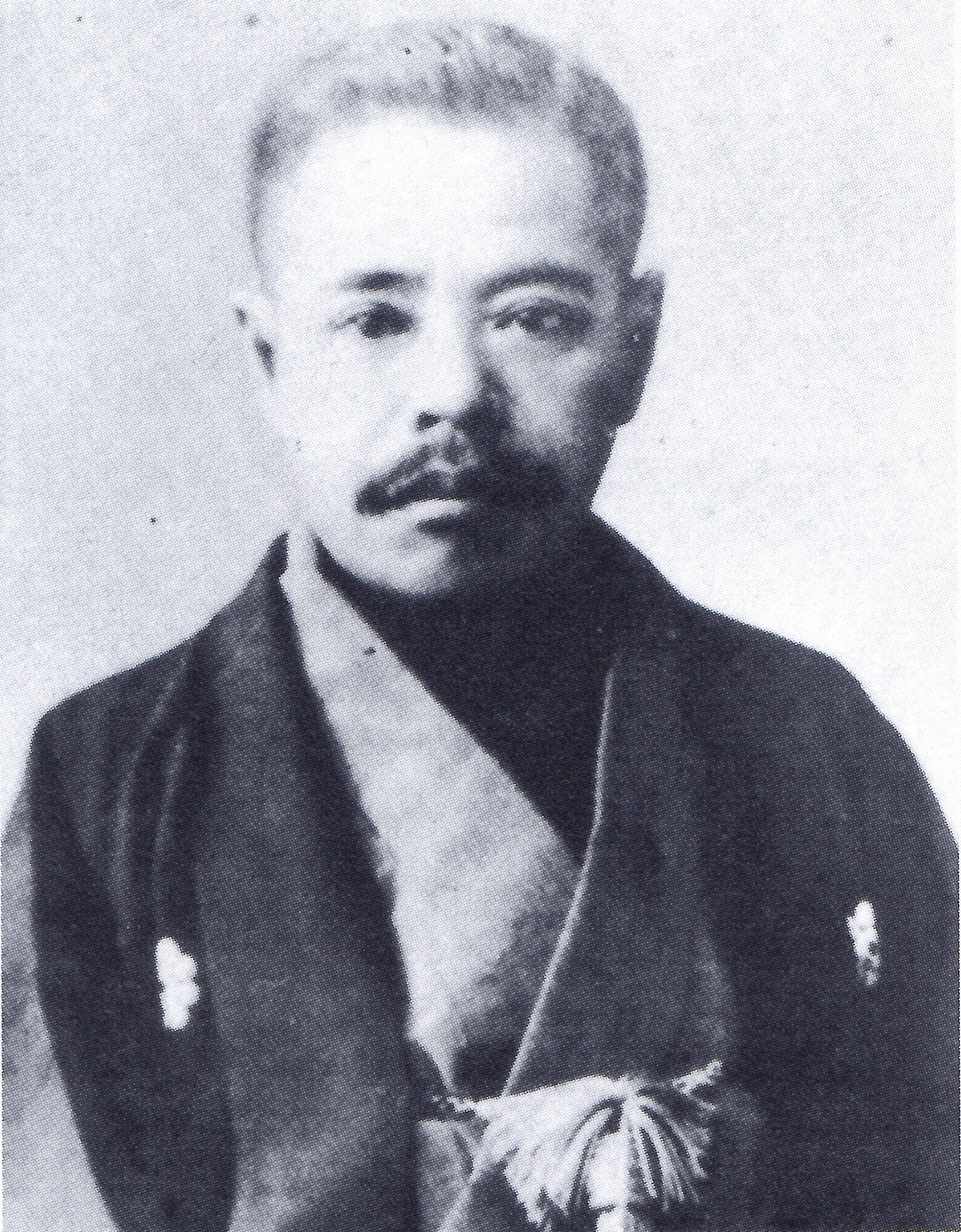
Киккава Цунетакэ (1855—1909), последний (13-й) даймё Ивакуни-хана (1868—1871)

- Род Киккава (тодзама, 60,000 коку)

1. Киккава Хироиэ (吉川広家; 1561—1625)[1], даймё Ивакуни-хана (1600—1614), третий сын Киккавы Мотохару (1530—1586)
2. Киккава Хиромаса (吉川広正; 1601—1666), даймё Ивакуни-хана (1614—1663), старший сын предыдущего
3. Киккава Хироёси (吉川広嘉; 1621—1679), даймё Ивакуни-хана (1663—1679), старший сын предыдущего
4. Киккава Хиронори (吉川広紀; 1658—1696), даймё Ивакуни-хана (1679—1696), сын предыдущего
5. Киккава Хиромити (吉川広逵; 1695—1715), даймё Ивакуни-хана (1696—1715), сын предыдущего
6. Киккава Цуненага (吉川経永; 1714—1764), даймё Ивакуни-хана (1715—1764), сын предыдущего
7. Киккава Цунетомо (吉川経倫; 1746—1803), даймё Ивакуни-хана (1764—1792), приёмный сын предыдущего
8. Киккава Цунетада (吉川経忠; 1766—1803), даймё Ивакуни-хана (1792—1803), старший сын предыдущего
9. Киккава Цунетака (吉川経賢; 1791—1807), даймё Ивакуни-хана (1803—1806), старший сын предыдущего
10. Киккава Цунехиро (吉川経礼; 1793—1837), даймё Ивакуни-хана (1807—1836), младший брат предыдущего
11. Киккава Цунеакира (吉川経章; 1794—1844), даймё Ивакуни-хана (1837—1843), младший брат предыдущего
12. Киккава Цунемото (吉川経幹; 1829—1867), даймё Ивакуни-хана (1844—1868), сын предыдущего
13. Киккава Цунетакэ (吉川経健; 1855—1909), последний даймё Ивакуни-хана (1868—1871), старший сын предыдущего.